# Chemnitz-Euba
Euba ist eine Ortschaft der kreisfreien Stadt Chemnitz in Sachsen. Sie wurde am 1. März 1994 eingemeindet und ist der erste nach der Wiedervereinigung eingemeindete Chemnitzer Stadtteil.

## Geographie

### Geographische Lage
Euba liegt im Osten der Stadt Chemnitz am Eubaer Bach. Der Ort hat bis heute seinen dörflichen Charakter behalten. Höchste Erhebungen sind der Galgenberg (472,7 m) und der Katzenberg (471,4 m). Umsäumt ist Euba von den Wäldern Struth, Schwarz- und Zeisigwald. Bekanntestes Bauwerk Eubas ist die Talsperre Euba im südwestlichen Ortsteil. Am Ostrand des Zeisigwalds westlich des Orts befinden sich die am Weißen Weg gelegenen Siedlungsgebiete Beutenberg-Häuser, Neueuba und Anton-Günther-Siedlung.

### Nachbarorte
| Hilbersdorf                       | Oberwiesa (Gemeinde Niederwiesa)            |                                   |
| Chemnitz (Wohngebiet Yorckgebiet) | Kompassrose, die auf Nachbargemeinden zeigt | Plaue-Bernsdorf (Stadt Flöha)     |
| Adelsberg                         | Kleinolbersdorf-Altenhain                   | Erdmannsdorf (Stadt Augustusburg) |

## Geschichte

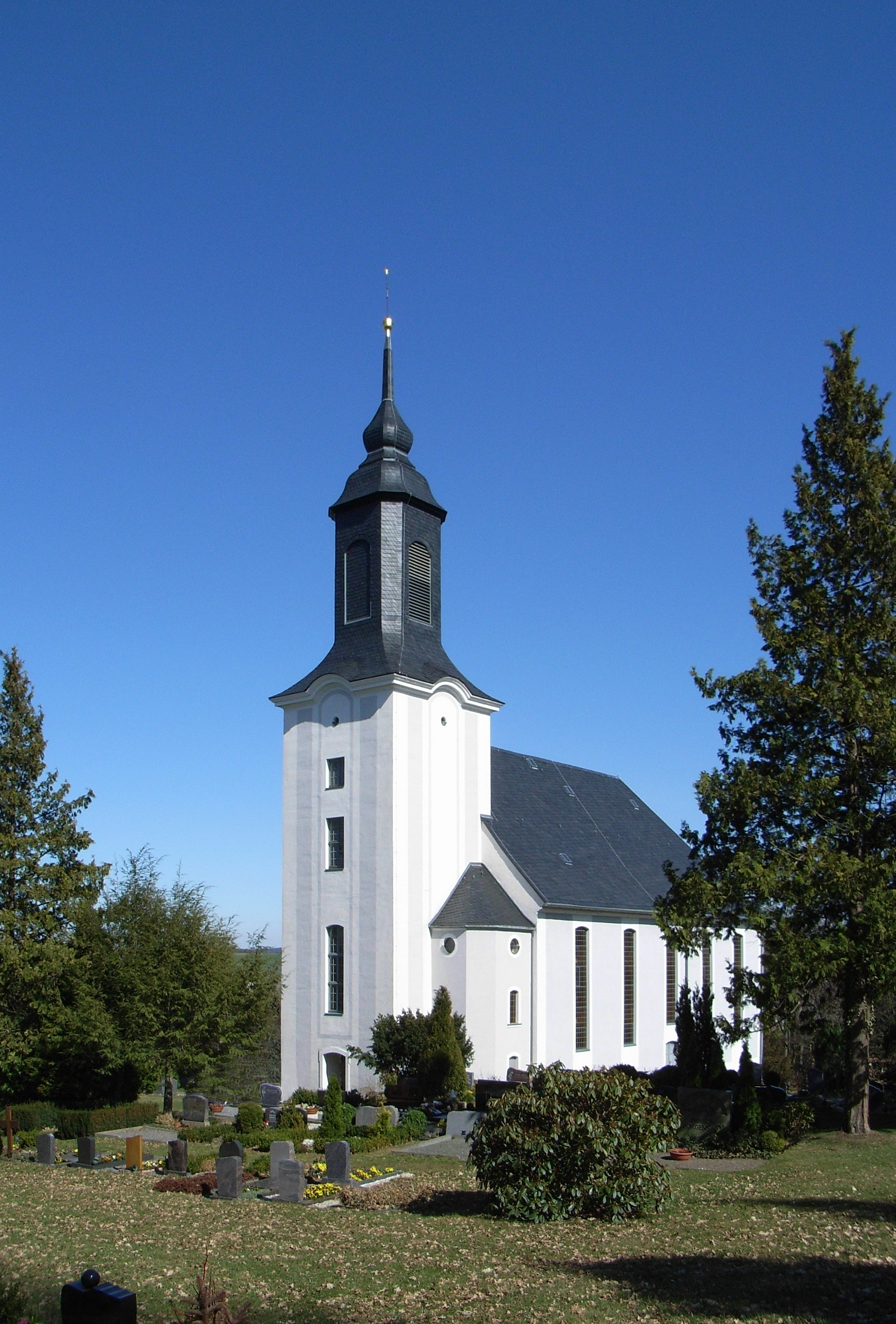
Evangelische Kirche Chemnitz-Euba

Das Waldhufendorf Euba, vermutlich Ende des 12. Jahrhunderts gegründet, wurde 1250 als „Iwen“ in den Meißner Bistumsartikeln erstmals in einer Urkunde erwähnt. Zu dieser Zeit gehörte das Dorf zur Herrschaft der „Herren von Waldenburg“. Schon früh war Euba ein mittelalterlicher Herrensitz. Dieser wurde 1317 mit „Ullrich von Ywan“ und „Heinrich de Jwe“ erstmals erwähnt, als „Ullrich von Ywan“ die ihm gehörende Waldung von Altenhain an das Kloster Chemnitz verkaufte. Eine Wasserburg diente dem Lehnsinhaber in Euba als Wohnsitz. Sie befand sich vermutlich am Standort des heutigen Dorfteichs. Das Lehngut besaß die Gerichtsbarkeit sowie das Brau- und Schankrecht. Euba war zu dieser Zeit dem Archidiakonat Zschillen zinspflichtig. Nachdem Euba 1323 durch die „Schellenberger Fehde“ unter die Herrschaft der Wettiner gelangte, wurde es vermutlich schon Amtsdorf, spätestens Ende des 16. Jahrhunderts war es dem kursächsischen Amt Schellenberg unterstellt, welches infolge des Baus des Jagdschlosses Augustusburg ab 1590 Amt Augustusburg genannt wurde. Auf dem Lehngut Euba waren im 16. Jahrhundert die Herren von Staupnitz, von Wesewitz (Wesenick), von Reinsberg und von Klettewitz ansässig. Nach zwei Bränden in den Jahren 1684 und 1856 wurde das Lehngut Euba wieder aufgebaut. Nachdem das Lehngut im 18. Jahrhundert den sächsischen Landesherren gehörte und an verschiedene Staatsbeamte verlehnt wurde, kam es im frühen 19. Jahrhundert unter Aufhebung des Lehens in Privatbesitz.
Gegen Ende des 16. Jahrhunderts wurden im unteren Ortsteil Eubas Gold-Seifen betrieben. 1597 gab es die 3 Gewerkschaften (Schürfstellen) „Grube Goldener Löwe“ am Grundbach (Niederdorf), „Goldenes Horn“ im Fuchsgrund und „Goldenes Schwert“ am Hahnebach. Von den Kriegswirren des Hussitenkrieges, des Schmalkaldischen Krieges und des Dreißigjährigen Krieges blieb Euba nicht verschont. Die Pest wütete zusätzlich im Jahr 1633 im Dorf. Im 18. Jahrhundert arbeiteten die Eubaer nicht nur in den nahegelegenen Steinbrüchen des Zeisigwalds, sondern trugen bis 1870 auch in den ortseigenen – auf dem Wachtelberg und dem Bergeshöh – Schiefer ab. Im 19. Jahrhundert siedelten sich in Euba Leineweber und Strumpfwirker an. Dieser Erwerbszweig kam aber aufgrund des mangelnden Absatzes in Chemnitz und dem größer werdenden Konkurrenzkampf nicht zur Blüte.
Euba gehörte bis 1856 als Amtsdorf zum kursächsischen bzw. königlich-sächsischen Amt Augustusburg. Nach dem Ende der sächsischen Ämterverfassung 1856 lag Euba im Zuständigkeitsbereich des Gerichtsamts Augustusburg und ab 1875 der Amtshauptmannschaft Chemnitz. Das Lehngut Euba wurde im Jahr 1928 von der Stadt Chemnitz gekauft und als Stadtgut genutzt. Die Enteignung im Zuge der Bodenreform in der Sowjetischen Besatzungszone ab 1945 wurde 1948 wieder rückgängig gemacht.
Durch die zweite Kreisreform in der DDR kam die Gemeinde Euba im Jahr 1952 zum Kreis Chemnitz-Land im Bezirk Chemnitz (1953 in Kreis Karl-Marx-Stadt-Land und Bezirk Karl-Marx-Stadt umbenannt), der ab 1990 als sächsischer Landkreis Chemnitz fortgeführt wurde. Euba wurde am 1. März 1994, d. h. fünf Monate vor der Auflösung des Landkreises Chemnitz, in die kreisfreie Stadt Chemnitz eingemeindet.

## Politik
| Ortschaftsratswahl Euba 2019Wahlbeteiligung: 73,2 % 6050403020100 59,1 %26,3 %14,7 % EWVaCDUAfDGewinne und Verlusteim Vergleich zu 2014 %p 16 14 12 10 8 6 4 2 0 −2 −4 −6 −8−10−12−3,1 %p−11,5 %p+14,7 %pEWVCDUAfDAnmerkungen:a Eubaer Wählerverein | Sitzverteilung im Ortschaftsrat Euba seit 2019Insgesamt 10 Sitze - EWV: 6 - CDU: 3 - AfD: 1 |

## Talsperre Euba

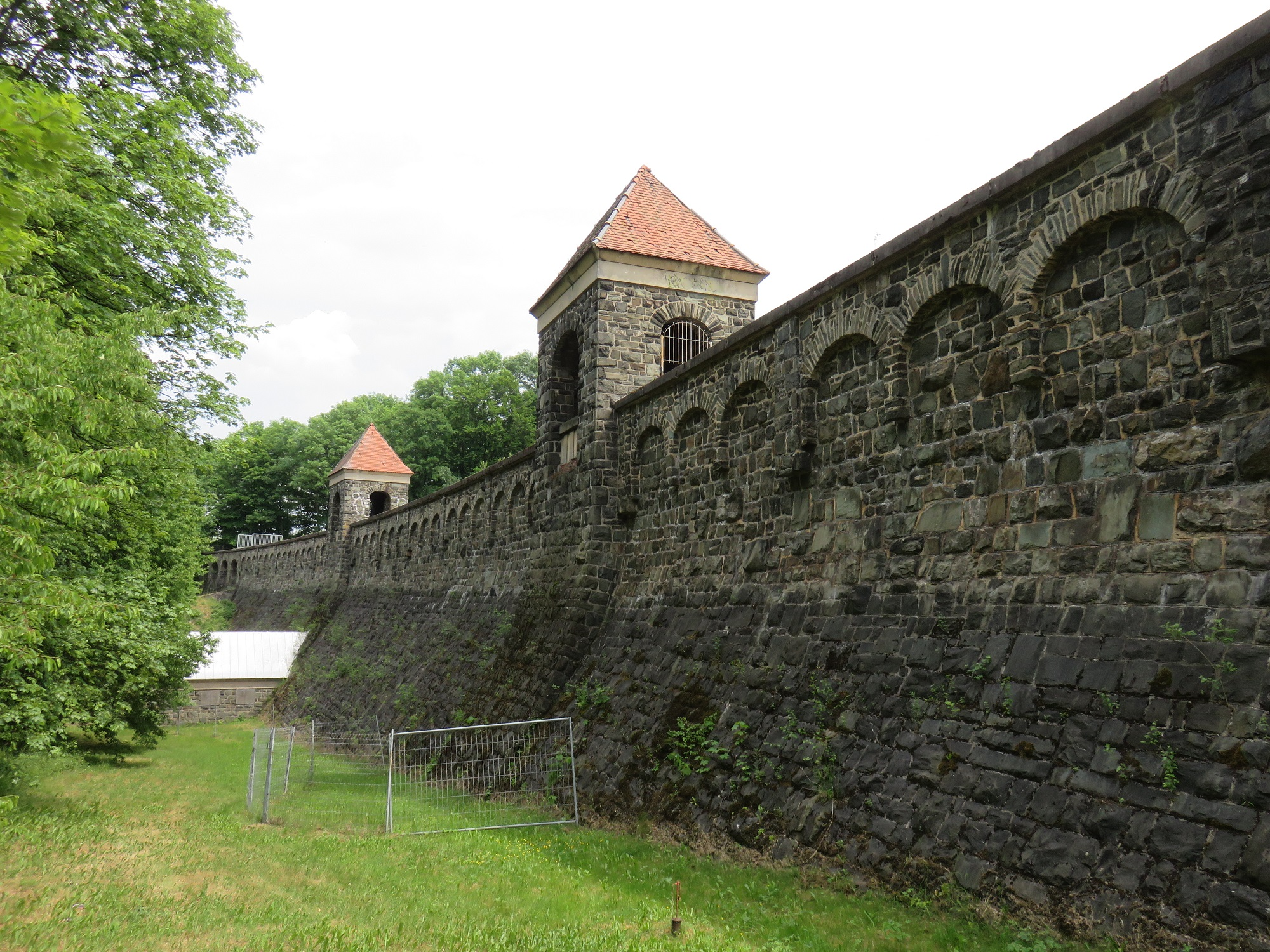
Talsperre Euba

Die 1912 bis 1914 errichtete Talsperre diente als Wasserspeicher für die Deutsche Reichsbahn. Unterirdische Rohrleitungen transportierten das Wasser bis zum Bahnbetriebswerk Hilbersdorf. Die Staumauer ist 14 m hoch und 180 m lang. Ab den 1950er Jahren nutzte man den Stausee als Naturbad, welches in den 1980er Jahren wegen Baufälligkeit geschlossen werden musste. Der im Oktober 2008 gegründete Verein Rettet die Talsperre Euba! e. V. hat sich zum Ziel gesetzt, die schon seit längerer Zeit vernachlässigte Talsperre Euba vor dem drohenden Verfall zu retten und den Einwohnern der Gemeinde Euba, der Stadt Chemnitz und den umliegenden Gemeinden wieder als Erholungsanlage zur Verfügung zu stellen.

## Partnerschaft
Am 2. Oktober 1990 schloss die damals noch eigenständige Gemeinde Euba eine Gemeindepartnerschaft mit Schwanau, um den Aufbau einer selbständigen Verwaltung zu unterstützen und die Verbundenheit beider deutscher Staaten zu unterstreichen. Diese Partnerschaft besteht weiterhin, trotz der Eingemeindung zu Chemnitz.

## Verkehr
Entlang der von West nach Ost führenden Eubaer Straße fährt die Buslinie 83 der CVAG vom Chemnitzer Gablenzplatz bis zum Ortskern und dann weiter nach Norden auf der Hauptstraße bis Ober- und Niederwiesa. Die am Westrand am Weißen Weg gelegenen Siedlungsgebiete „Beutenberg-Häuser“, „Neueuba“ und „Anton-Günther-Siedlung“ werden mit der Buslinie 89 bedient. Geplant ist die Erweiterung des Südverbundes östlich dieser Siedlungen von der Augustusburger Straße bis zur Dresdner und Frankenberger Straße. Durch Euba führt der „Sächsische Jakobsweg an der Frankenstraße“. Eine Stempelstelle befindet sich im Pfarramt Euba.

## In Euba geborene Persönlichkeiten
- Wolfgang Einmahl (1944–1987), Maler und Grafiker

## Sehenswürdigkeiten
- Liste der Kulturdenkmale in Chemnitz-Euba